# Journal officiel de la Nouvelle-Calédonie
Pour les articles homonymes, voir Journal officiel, JO et JONC.

Le Journal officiel de la Nouvelle-Calédonie, en abrégé JONC, est le quotidien officiel de la Nouvelle-Calédonie dans lequel sont publiés les dispositions législatives et réglementaires applicables en Nouvelle-Calédonie, comme les lois du pays,.
L'entrée en vigueur des dispositions législatives et réglementaires en Nouvelle-Calédonie n'est ainsi pas subordonnée à leur publication au Journal officiel de la Nouvelle-Calédonie, que ce même article ne prévoit qu'à titre d'information.